# Educação Sentimental (filme)
Educação Sentimental é um filme brasileiro dos gênero drama e romance, dirigido por Júlio Bressane, lançado em 13 de dezembro de 2013.

## Sinopse
O filme trata da relação entre Áurea, uma professora de meia idade, e um jovem que ela acaba de conhecer por acaso.

## Elenco
- Josie Antello
- Bernardo Marinho
- Débora Olivieri

## Indicações
- Festival de Locarno - 2013[3]